# Lasse Kohnagel
Lasse Kohnagel (* 6. März 1987 in Flensburg) ist ein ehemaliger deutscher Handballspieler.

## Karriere
Kohnagel begann im Jahr 1993 das Handballspielen beim SV Adelby. Im Jahr 2000 schloss sich der Rückraumspieler der SG Flensburg-Handewitt an. Mit der B-Jugend gewann er 2004 die deutsche Meisterschaft. Im selben Jahr gab der damalige A-Jugendliche in der Champions League sein Debüt in der Herrenmannschaft der SG Flensburg-Handewitt. Nachdem Kohnagel in der darauffolgenden Saison 2005/06 in der 2. Herrenmannschaft spielte, wechselte er anschließend zum DHK Flensborg. Eine Spielzeit später kehrte er wieder zur 2. Herrenmannschaft der SG zurück.
Im Sommer 2009 unterschrieb Kohnagel einen Vertrag beim Zweitligisten 1. VfL Potsdam. In den folgenden zwei Spielzeiten erzielte er in insgesamt 60 Zweitligapartien 145 Treffer. Im Sommer 2011 wechselte Kohnagel zum Drittligisten SV Henstedt-Ulzburg. Mit dem SVHU spielte er in der Saison 2012/13 in der 2. Bundesliga. Zur Saison 2014/15 wechselte er zum SV Beckdorf. Im Sommer 2015 schloss er sich der 2. Mannschaft vom HSV Hamburg an. Ab dem Sommer 2018 lief er für den Oberligisten HG Hamburg-Barmbek auf. Mit Barmbek stieg er 2019 in die 3. Liga auf. Nach der Saison 2019/20 verließ er Barmbek und schloss sich dem Oberligisten HT Norderstedt an. Mit Norderstedt trat er bis 2022 in der Oberliga an.